# Audi Q8 e-tron
Pour les articles homonymes, voir Audi e-tron (homonymie).
L'Audi Q8 e-tron, anciennement e-tron Quattro (ou Audi e-tron) avant son restylage, est un grand SUV électrique commercialisé par le constructeur automobile allemand Audi à partir de 2019. Il s'agit du premier modèle électrique du constructeur aux anneaux.
Dans les marchés francophones, la marque se fait reprocher l'inadaptation linguistique du nom « e-tron », qui, prononcé à la française, est homophone d'« étron ».

## Historique
En juin 2019, Audi a lancé un rappel mondial de l’Audi e-tron. La raison : de l’humidité peut pénétrer dans la batterie lithium-ion en raison d’un joint défectueux sur le câble basse tension. Cela entraîne l’allumage du voyant d’avertissement orange pour la batterie; La recharge rapide n’est alors plus possible. Dans le pire des cas, un court-circuit ou un "événement thermique" est possible en raison de l’entrée d’eau dans la batterie. Ce dernier est la description abstraite d’un incendie. Cependant, selon Audi, la probabilité d’une fuite est extrêmement faible. Au total, 1 650 véhicules ont été concernés par le rappel.
En janvier 2020, Audi a déposé une demande de chômage partiel à l’usine de Bruxelles, où est fabriqué l’e-tron, en raison de goulots d’étranglement chez les fournisseurs pour l’installation des batteries. Les contrats d’au moins 145 intérimaires ne seront pas non plus prolongés, et jusqu’à 250 intérimaires pourraient être concernés,.
Le SUV de la firme d'Ingolstadt est en concurrence avec les Jaguar I-Pace, Mercedes-Benz EQC et Tesla Model X. Le SUV e-tron est construit dans l'usine d'Audi à Forest en Belgique.
Audi a présenté de nombreux concept-cars électriques nommés e-tron depuis 2009.

## Présentation
En 2018, Audi a ouvert une campagne de réservations de l'Audi e-tron Quattro en Norvège puis au Royaume-Uni, sans avoir présenté la version de série. Puis en mars 2018, le constructeur a annoncé le tarif de base du SUV électrique : 82 600 €.

La présentation officielle de l'e-tron était initialement programmée le 30 août 2018 à Bruxelles en Belgique, mais à la suite de l'arrestation du PDG d'Audi Rupert Stadler le 18 juin 2018 dans le cadre de l'affaire Volkswagen, le lancement du SUV a été reporté. La production du véhicule a démarré le 3 septembre 2018 à l’usine Audi neutre en CO2 de Bruxelles,. La première de l’Audi e-tron a finalement eu lieu le 17 septembre 2018 à San Francisco aux États-Unis. La première exposition publique a eu lieu au Mondial Paris Motor Show 2018. Peu de temps après, on a appris que l’Audi e-tron ne pourrait pas être livrée aux premiers clients en 2018 comme prévu car des problèmes de logiciels ont retardés les livraisons d’au moins quatre semaines,. Les premiers véhicules ont été livrés aux clients à partir de mars 2019.

Audi e-tron en différents coloris
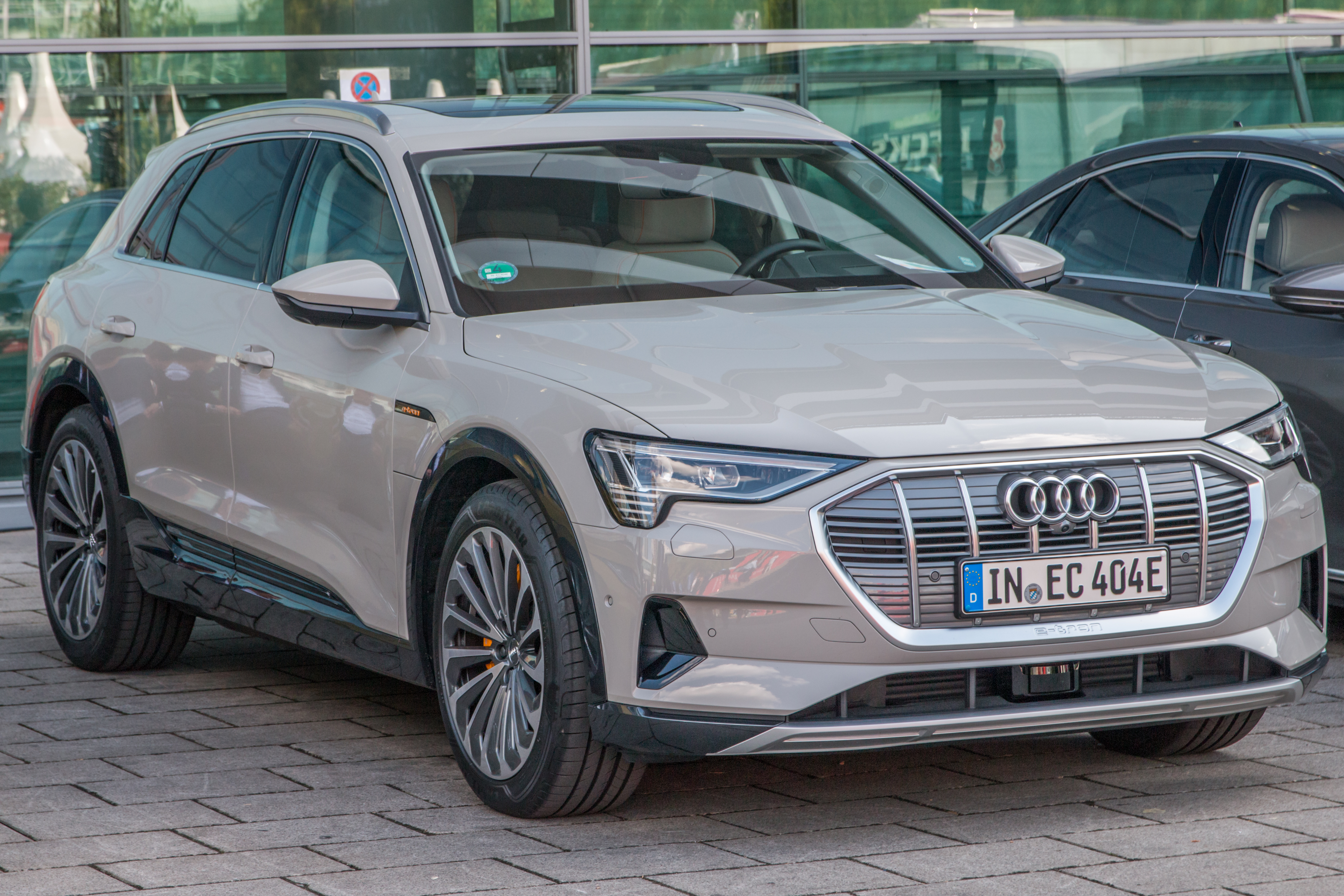
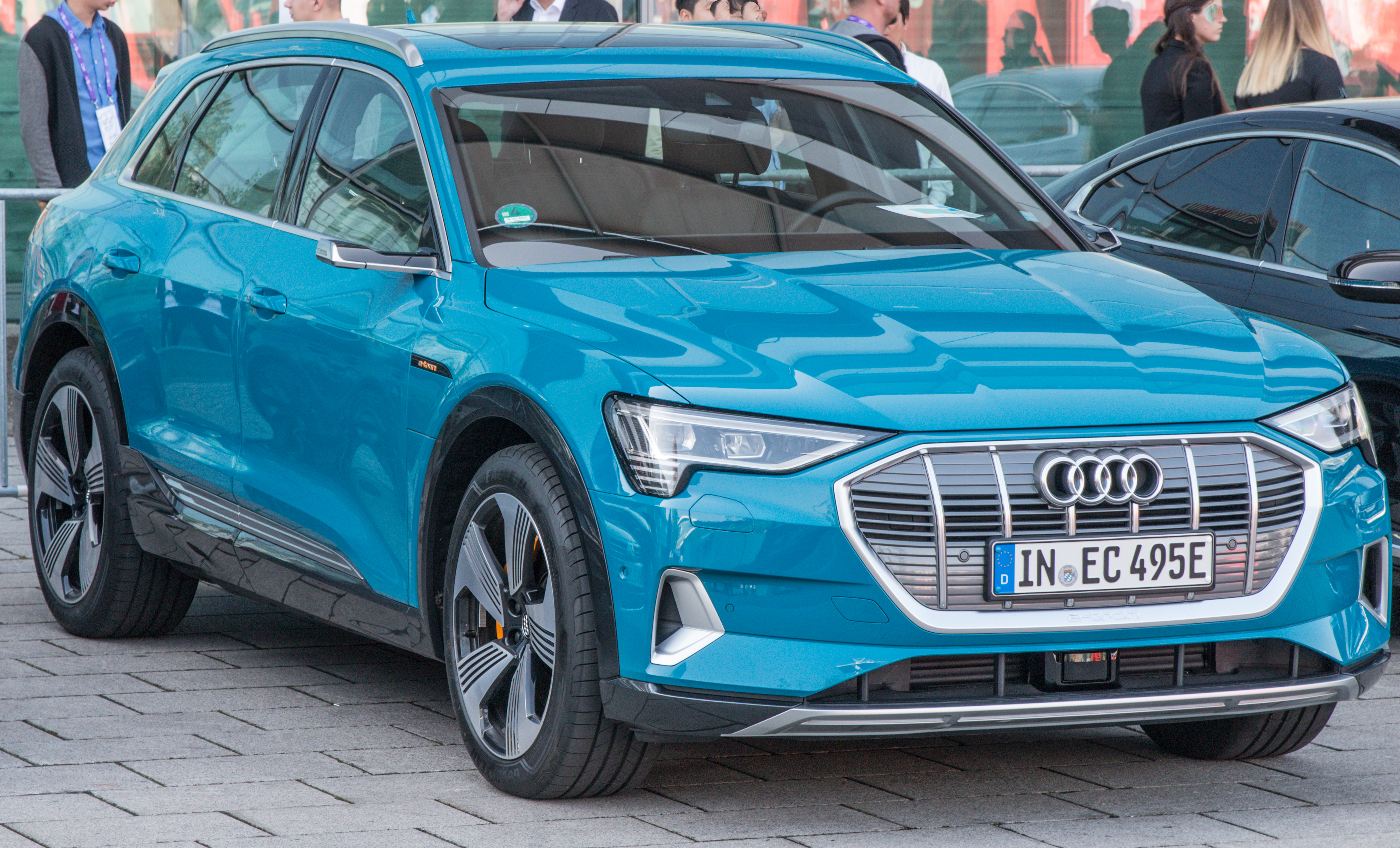
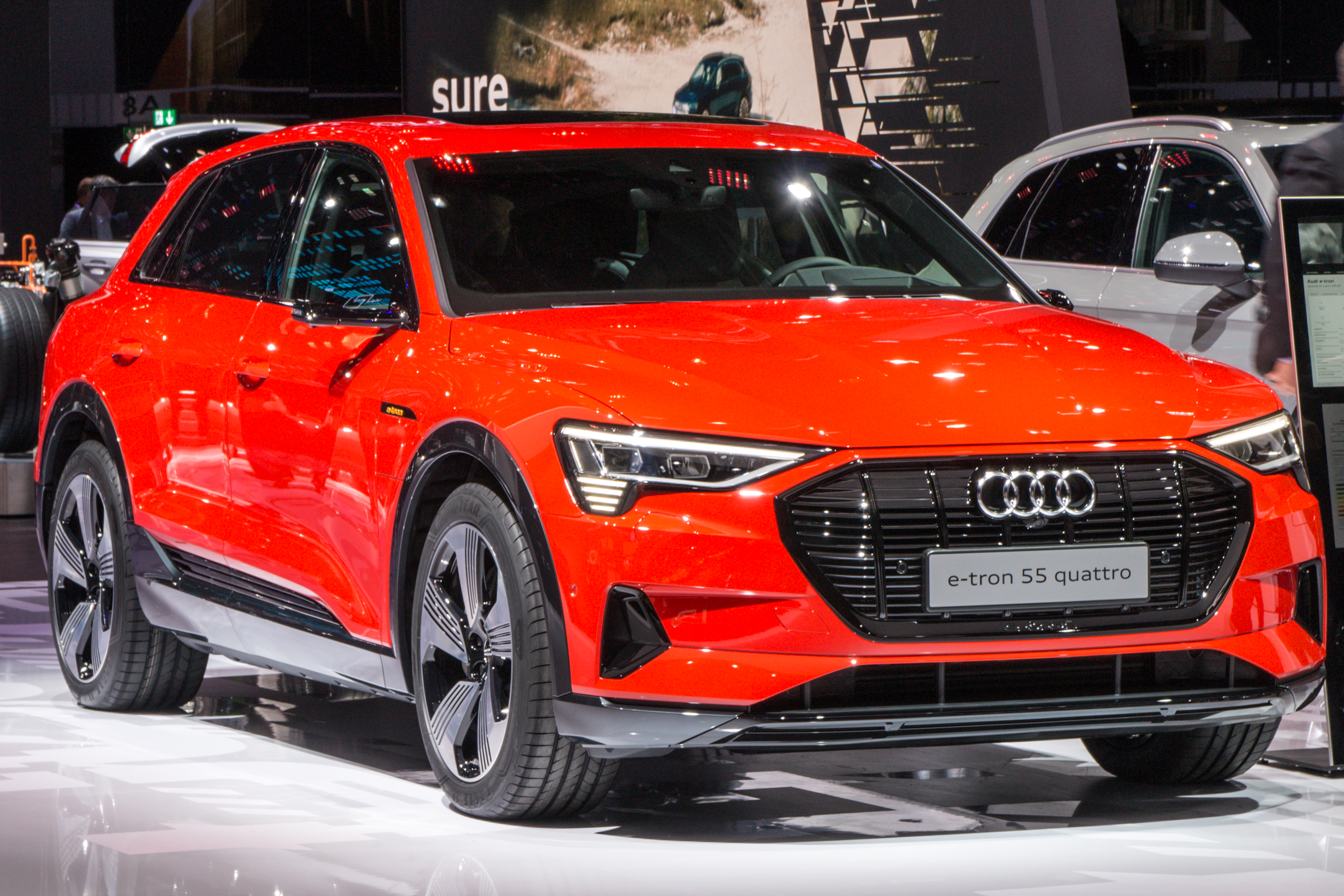
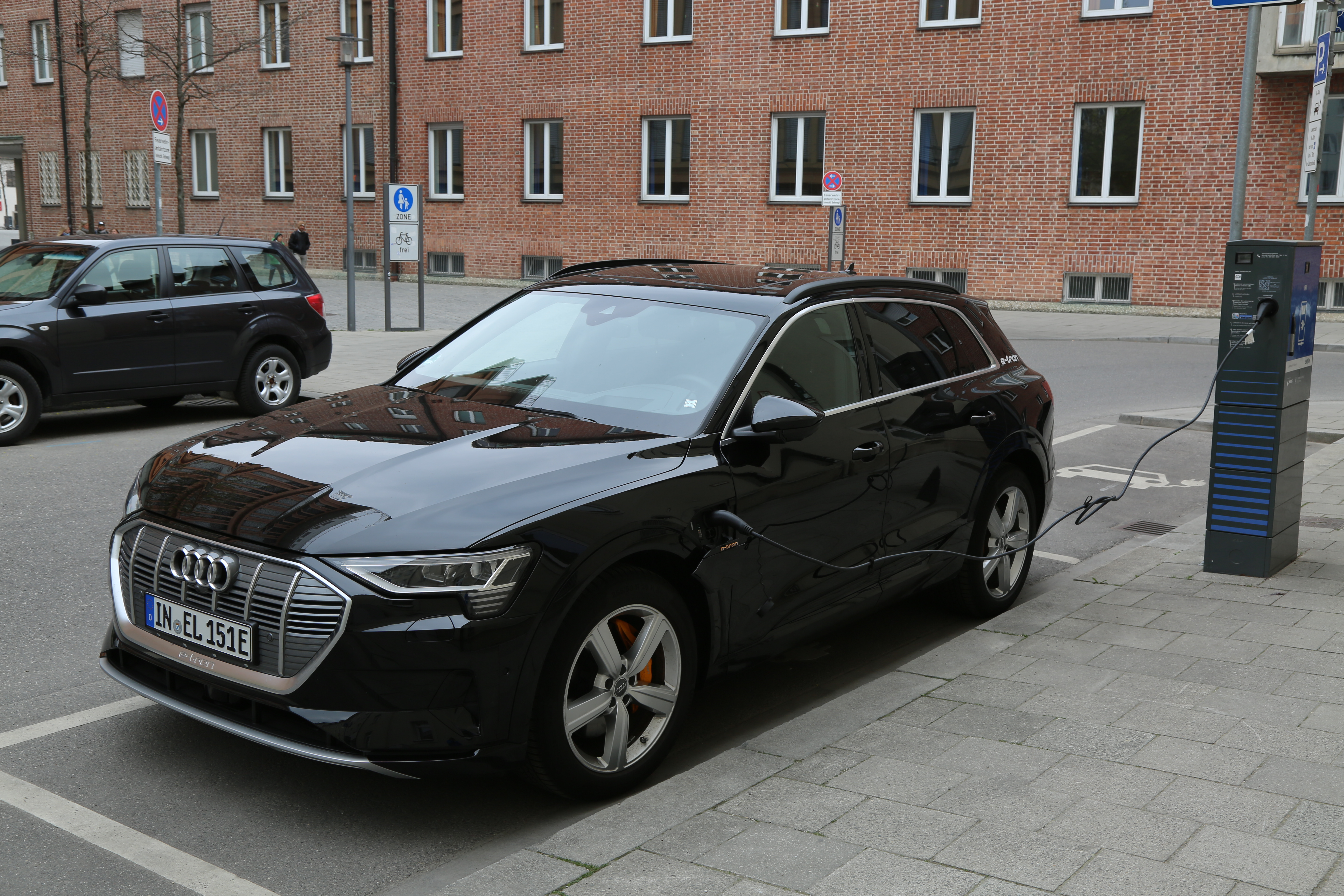
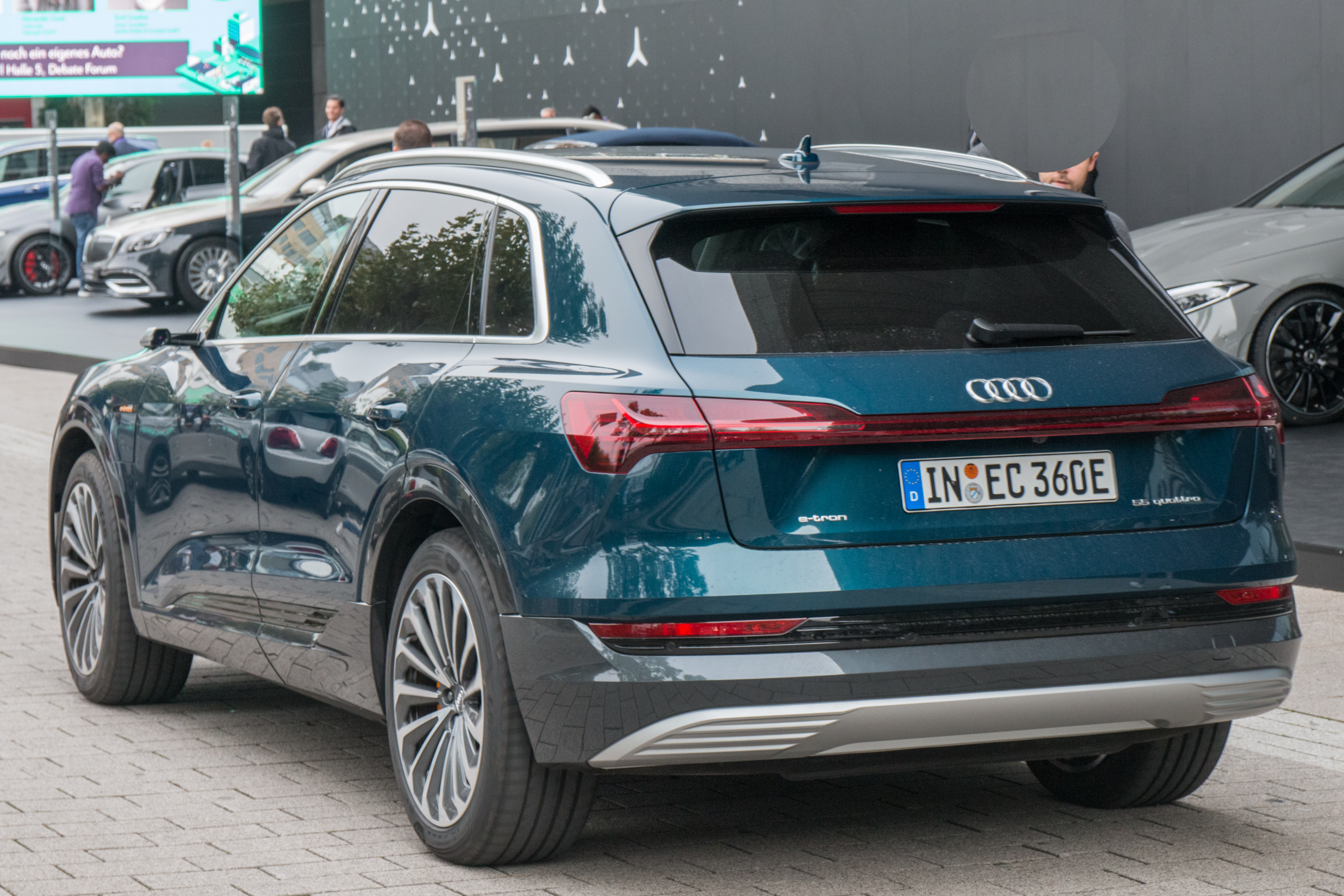

### Phase 2
La version restylée de l'e-tron Quattro est présentée le 9 novembre 2022 et devient Q8 e-tron.
La calandre est retravaillée, avec un logo Audi redessiné et l'ajout d'un bandeau de LED en haut. Les boucliers sont retouchés, à l'avant comme à l'arrière.
Le Q8 e-tron présente des autonomies en hausse par rapport à l'e-tron avant restylage, grâce à l'intégration de nouvelles batteries. Ainsi, elle va de 453 à 600 km selon les versions (cycle WLTP). Par ailleurs, l'aérodynamique retravaillée a permis d'abaisser le Cx de 0,26 à 0,24 sur la version Sportback (de 0,28 à 0,27 sur le Q8 e-tron standard). 
La gamme de cette version restylée démarre à 86 700 € sur le marché français.

## Caractéristiques techniques
L'e-tron quattro est dépourvu de boîte de vitesses mais il possède des palettes au volant, celles-ci permettant de sélectionner le niveau de récupération d'énergie au freinage (trois niveaux disponibles), pouvant augmenter de 30 % l'autonomie maximale du véhicule.

### Carrosserie

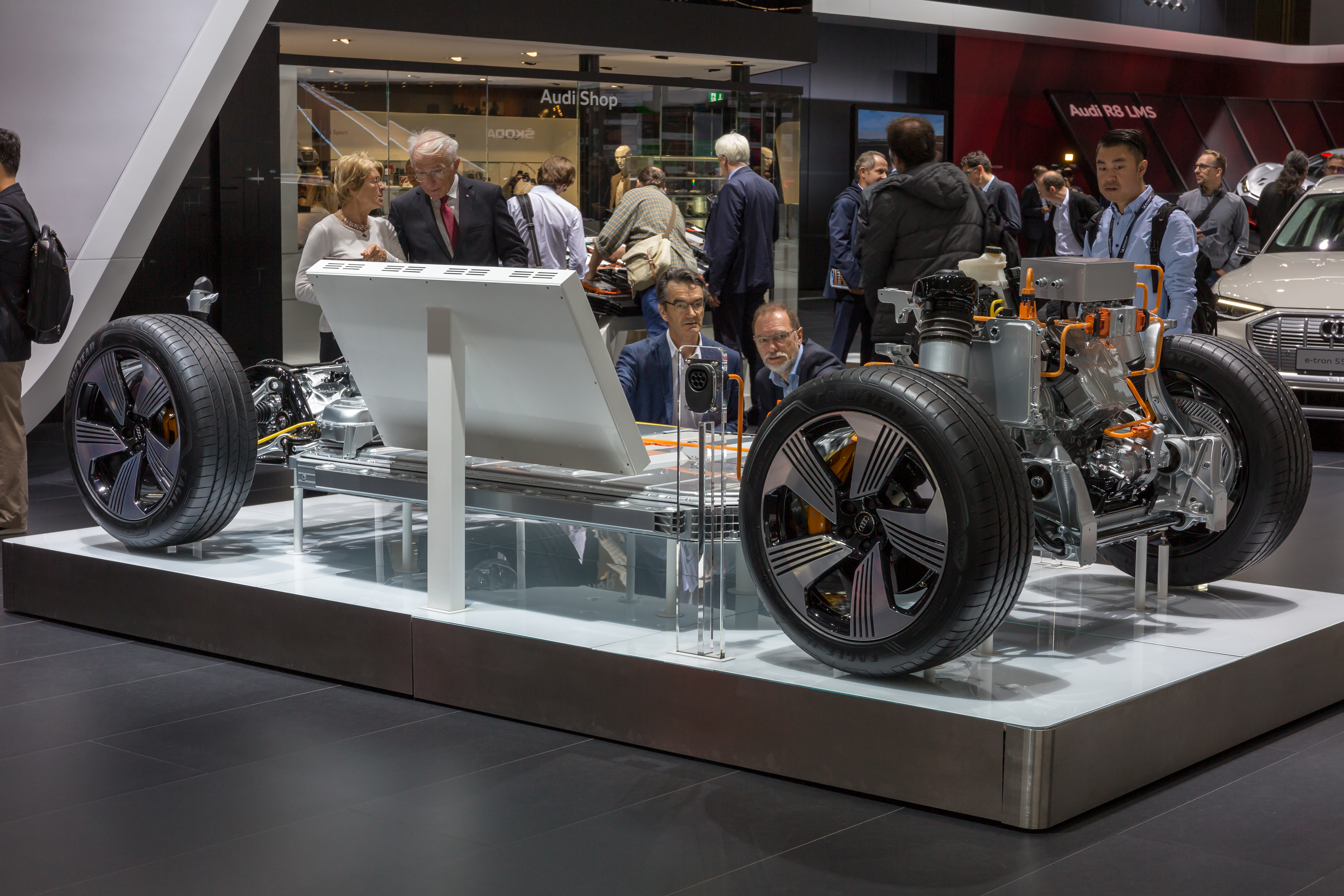
Transmission et batteries

Le SUV cinq places mesure 4,90 mètres de long, 1,94 mètre de large (sans rétroviseurs) et 1,63 mètre de haut (avec antenne de toit). La surface frontale du véhicule est de 2,65 m². Le poids à vide du véhicule est de 2 565 kg. En termes de dimensions, la variante "Sportback" ne diffère que par la hauteur, qui n’est ici que de 1 616 mm. En termes de dimensions extérieures, le véhicule se situe entre la gamme actuelle des modèles Q5 et Q7.

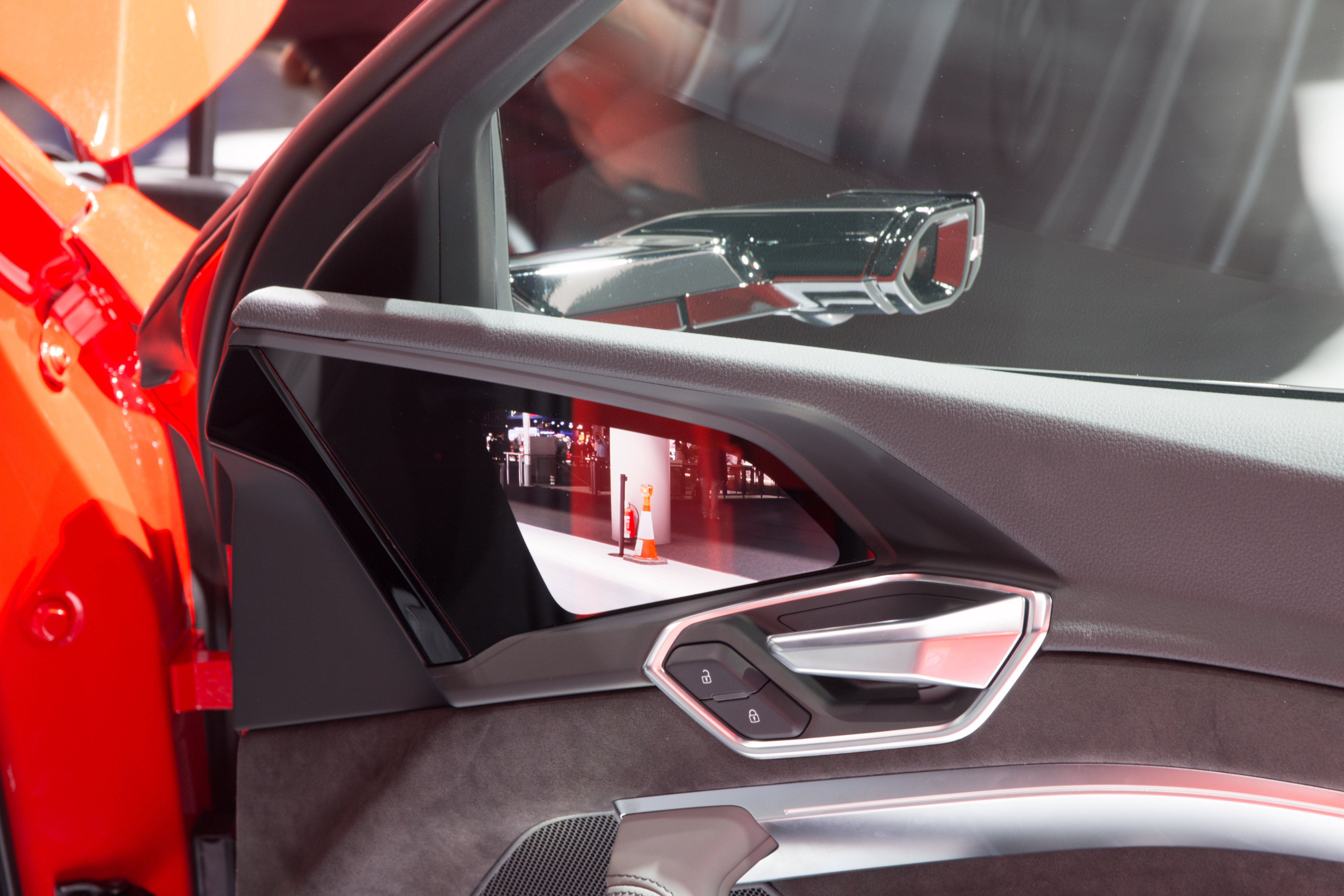
Rétroviseurs extérieurs électroniques

Des rétroviseurs extérieurs numériques sont disponibles moyennant des frais supplémentaires. L’image des caméras fixées sur le côté du véhicule est affichée sur deux moniteurs à l'intérieur des portières, renvoyant l'image au conducteur. Ceux-ci sont tactiles et permettent les réglages d'orientation des caméras. Cette option permet de réduire le Cx de 0,28 à 0,27. Le Sportback atteint un coefficient de traînée de 0,25. Les rétroviseurs extérieurs électroniques ne sont pas encore homologués sur tous les marchés du monde; l’e-tron est disponible avec des rétroviseurs extérieurs conventionnels ou des caméras.

### Transmission
L'e-tron reçoit deux moteurs électriques positionnés chacun sur un essieu, le moteur avant fournit 135 kW (184 ch) et 245 N m de couple tandis que le moteur arrière ajoute 165 kW (224 ch) et 314 N m de couple, pour une puissance combinée de 265 kW (360 ch) et 561 N m de couple, avec un mode « S » (boost) lui procurant momentanément une augmentation de puissance portant à 408 ch et 664 N m de couple pendant 8 secondes. La vitesse maximale du véhicule est électroniquement limitée à 200 km/h; il accélère de 0 à 100 km/h en 5,7 secondes en mode boost, sinon il atteint 100 km/h en 6,6 secondes. La puissance continue de l’entraînement du véhicule est de 100 kW. Le différentiel à engrenage droit pour l’entraînement des essieux avant et arrière provient de Schaeffler. Sur l’essieu avant, les arbres d’entrée et de sortie sont parallèles (APA250 : machine asynchrone, disposition paraxiale, couple de 250 Nm), sur l’essieu arrière, l’arbre de sortie est guidé à travers l’arbre d’entraînement dans une conception coaxiale (AKA320 : machine asynchrone, disposition coaxiale, couple de 320 Nm). La transmission, la machine asynchrone et l’électronique de puissance sont assemblées chez Audi Hongrie à Györ (Hongrie).
En juillet 2019, Audi présente une version plus accessible de son SUV électrique, l'e-tron 50 Quattro, dont le tarif baisse de 11 450 €. L’e-tron 50 quattro a des données différentes.
Dévoilée en juillet 2020, la version sportive de l'e-tron Quattro, nommée S, est également déclinée en version Sportback.

### Motorisations
Phase 1
| Logo de Audi             | Audi e-tron Quattro       | Audi e-tron Quattro        | Audi e-tron Quattro           |
| Logo de Audi             | e-tron 50 quattro         | e-tron 55 quattro          | e-tron S quattro              |
| ------------------------ | ------------------------- | -------------------------- | ----------------------------- |
| Puissance moteur (kW)    | avant : 125 arrière : 115 | avant : 125 arrière : 140  | avant : 125 arrière : 95 + 95 |
| Puissance maximale (ch)  | 313                       | standard : 306 boost : 408 | standard : 435 boost : 503    |
| Couple maximal (N m)     | 540                       | 561 boost : 664            | 808 boost : 973               |
| Vitesse maximale (km/h)  | 190                       | 200                        | 210                           |
| 0-100 km/h (s)           | 7,0                       | 6,6                        | 4,5                           |
| Transmission             | Intégrale                 | Intégrale                  | Intégrale                     |
| Masse à vide (kg)        | 2490                      | 2555                       | 2445                          |
| Batterie                 |                           |                            |                               |
| Capacité brute (kWh)     | 71                        | 95                         | 95                            |
| Capacité utile (kWh)     | 64                        | 86                         | 86                            |
| Autonomie (WLTP) (km)    | 339 345 (Sportback)       | 436 444 (Sportback)        | 362 368 (Sportback)           |
| Temps de recharge        |                           |                            |                               |
| sur une prise domestique | 40h00                     | 40h00                      | 40h00                         |
| sur une Wallbox 3,7 kW   | 20h00                     | 20h00                      | 20h00                         |
| sur une Wallbox 7 kW     | 12h00                     | 12h00                      | 12h00                         |
| sur une Wallbox 11 kW    | 8h30                      | 8h30                       | 8h30                          |
| sur une borne 22 kW      | 4h30                      | 4h30                       | 4h30                          |
| sur une borne 150 kW     | 30 minutes (à 80%)        | 30 minutes (à 80%)         | 30 minutes (à 80%)            |

Phase 2
| Logo de Audi             | Audi Q8 e-tron                  | Audi Q8 e-tron                  | Audi Q8 e-tron                         |
| Logo de Audi             | Q8 e-tron 50                    | Q8 e-tron 55                    | SQ8 e-tron                             |
| ------------------------ | ------------------------------- | ------------------------------- | -------------------------------------- |
| Puissance moteur (kW)    | avant : 125 kW arrière : 115 kW | avant : 125 kW arrière : 140 kW | avant : 125 kW arrière : 95 kW + 95 kW |
| Puissance maximale (ch)  | standard : 313 boost : 339      | standard : 360 boost : 408      | standard : 435 boost : 503             |
| Couple maximal (N m)     | 664                             | 664                             | 973                                    |
| Vitesse maximale (km/h)  | 210                             | 210                             | 210                                    |
| 0-100 km/h (s)           |                                 |                                 |                                        |
| Transmission             | Intégrale                       | Intégrale                       | Intégrale                              |
| Masse à vide             |                                 |                                 |                                        |
| Batterie                 |                                 |                                 |                                        |
| Capacité brute (kWh)     | 95                              | 114                             | 114                                    |
| Capacité utile (kWh)     | 89                              | 106                             | 106                                    |
| Autonomie (cycle WLTP)   | 491 505 (Sportback)             | 582 600 (Sportback)             | 494 513 (Sportback)                    |
| Temps de recharge        |                                 |                                 |                                        |
| sur une prise domestique |                                 |                                 |                                        |
| sur une Wallbox 3,7 kW   |                                 |                                 |                                        |
| sur une Wallbox 7 kW     |                                 |                                 |                                        |
| sur une Wallbox 11 kW    |                                 |                                 |                                        |
| sur une borne 22 kW      | 4h45                            | 6h00                            | 6h00                                   |
| sur une borne 150 kW     | 30 minutes (à 80%)              | 30 minutes (à 80%)              | 30 minutes (à 80%)                     |

### Système de freinage
Le véhicule est équipé de série de disques de frein ventilés de l’intérieur, qui sont actionnés électrohydrauliquement. Le diamètre de ceux utilisés sur l’essieu avant est de 375 mm en combinaison avec des étriers fixes à six pistons, sur l’essieu arrière ils sont de 350 mm avec des étriers flottants à un piston. Ils sont utilisés si l’accélération négative doit être supérieure à 0,3 g (ce qui correspond à 2,9 m/s²). En dessous, le véhicule décélère grâce à la récupération électrique. Étant donné qu’Audi suppose que les freins à friction seront rarement utilisés dans la conduite quotidienne et qu’ils commenceraient donc à rouiller, le véhicule dispose d’une fonction de nettoyage automatique des freins. L'e-tron quattro est équipé d'un système de freinage « by wire », sans élément mécanique entre la pédale de frein et les étriers. La voiture est le premier véhicule de série purement électrique avec frein électrique.

### Batterie
L’Audi e-tron 55 quattro est équipé d'une batterie lithium-ion de 95 kWh, dont 83,6 kWh utilisables, procurant une autonomie de 400 km selon le cycle d'homologation européen WLTP, le pack de batteries est constitué de 432 cellules en sachet, provenant du fournisseur coréen LG Chem, pour un poids de 699,4 kg, intégrées dans un compartiment de 34 cm d'épaisseur (2,28 m de longueur, 1,63 m de largeur). La batterie contient 36 modules de 12 cellules chacun. Une cellule a une capacité de 60 Ah. Globalement, la connexion en parallèle de quatre cellules donne chacune une capacité nominale de 240 Ah. La tension nominale de la batterie est de 396 V. La batterie de l’Audi e-tron peut être activement refroidie et chauffée via un circuit eau-glycol.
Dans le cadre d’une petite révision fin 2019, le contenu énergétique utilisable a été augmenté à 86,5 kWh. L’Audi e-tron 50 quattro dispose d’une batterie lithium-ion d’une capacité énergétique nominale de 71 kWh, dont 64,7 kWh peuvent être utilisés. Cette batterie est composée de 324 cellules prismatiques du fournisseur coréen Samsung SDI.

### Technologie de recharge
L’e-tron peut être rechargé jusqu’à 11 kW (3x230 V, 16 A triphasé) sur une connexion triphasée (courant alternatif) à l’aide du chargeur embarqué. Un deuxième chargeur sera également disponible en option à partir de 2020, permettant d’atteindre une capacité de recharge jusqu’à 22 kW (3x230 V, 32 A triphasé). La puissance de recharge maximale des bornes de recharge rapide CCS est de 150 kW (courant continu) pour l’Audi e-tron 55 quattro et de 120 kW (courant continu) pour l’Audi e-tron 50 quattro.
L’e-tron dispose de série d’une prise de recharge côté conducteur. Cela permet une recharge en courant alternatif ou en courant continu. Une prise de recharge est également disponible côté passager moyennant un supplément, mais celle-ci ne peut recevoir que du courant alternatif. Il n’est pas possible de recharger via les deux prises de charge en même temps.
Audi fait partie de la coentreprise Ionity et a adopté le standard Combined Charging System (CCS) pour la recharge de son SUV, allant jusqu'à 350 kW, mais l'e-tron se limite à une puissance de 150 kW sur une borne à courant continu. À partir de 2019, le SUV s'identifiera automatiquement en se présentant sur une borne de recharge grâce à la fonction « Plug & Charge ».

### Consommation d’énergie
L’autonomie du modèle, qui est équipé d’une batterie lithium-ion de 95 kWh, peut aller jusqu’à 417 kilomètres selon la procédure d'essai mondiale harmonisée pour les véhicules légers, selon l’équipement. Selon la procédure, la consommation d’énergie est de 22,6-26,2 kWh/100 km. En novembre 2019, Audi procède à une optimisation de la batterie qui procure 25 km d'autonomie supplémentaire en cycle WLTP, portant son rayon d'action à 436 km pour la version 55 et 336 km pour la 50, la consommation d’énergie est désormais de 22,4-26,4 kWh/100 km. L’efficacité énergétique mesurée par l’EPA est équivalente à 74 miles par gallon d’essence et 33,7 kWh par gallon d’essence.

## Finitions
- e-tron Quattro
- e-tron Quattro Avus
- e-tron Quattro Avus Extended
- e-tron Quattro S Line

La version sportive se décline en deux finitions :
- e-tron Quattro S
- e-tron Quattro S Extended

### Série spéciale
- Black Edition (2021)[38]
- Edition Dakar

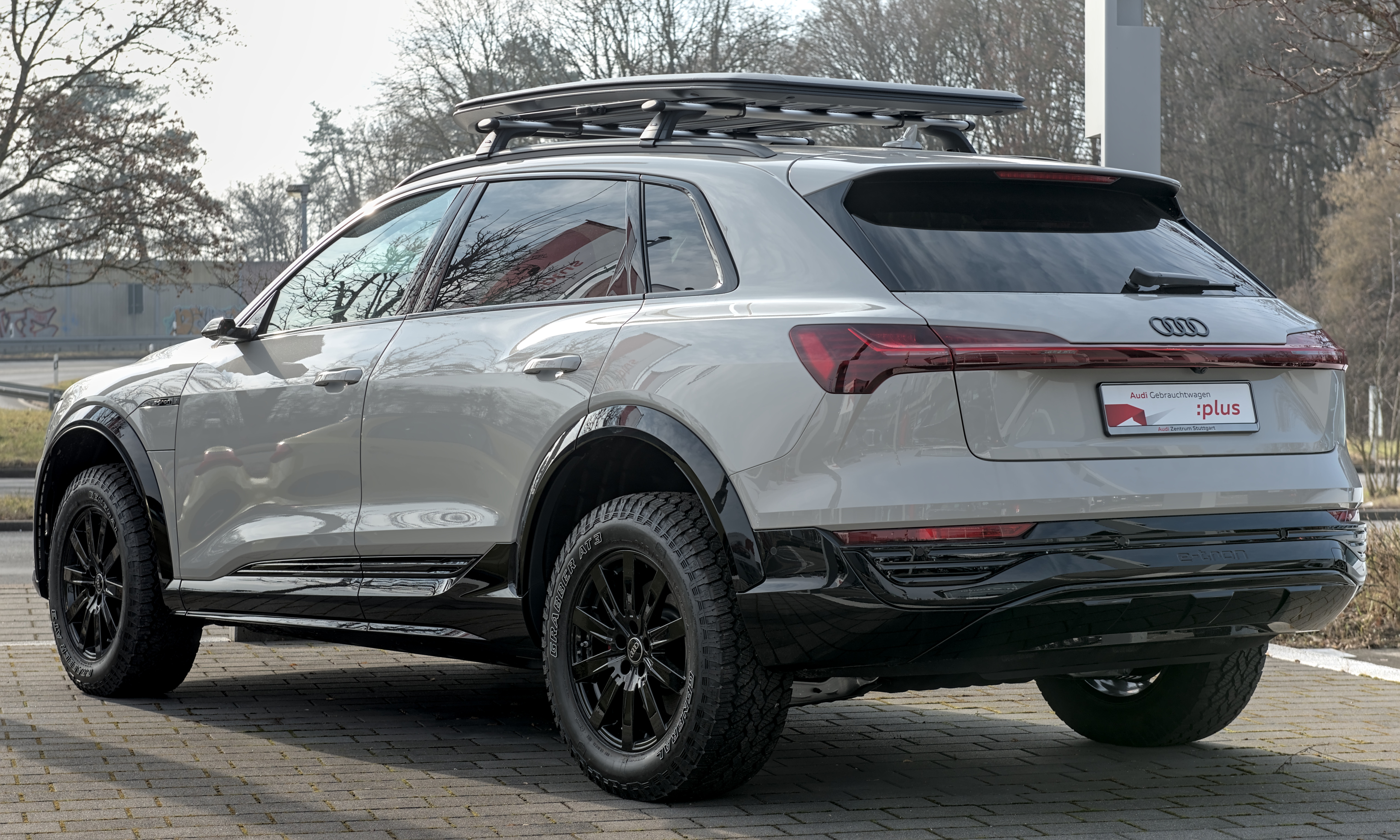
Q8 e-tron edition Dakar

- RS Q e-tron Dakar, 99 exemplaires en 2024[39].

## e-tron Sportback
La version coupé du SUV nommée e-tron Sportback, puis Q8 e-tron Sportback', est présentée officiellement au salon de Los Angeles 2019 en novembre. Il est sur le marché depuis février 2020.

e-tron Sportback présenté au salon de Los Angeles 2019
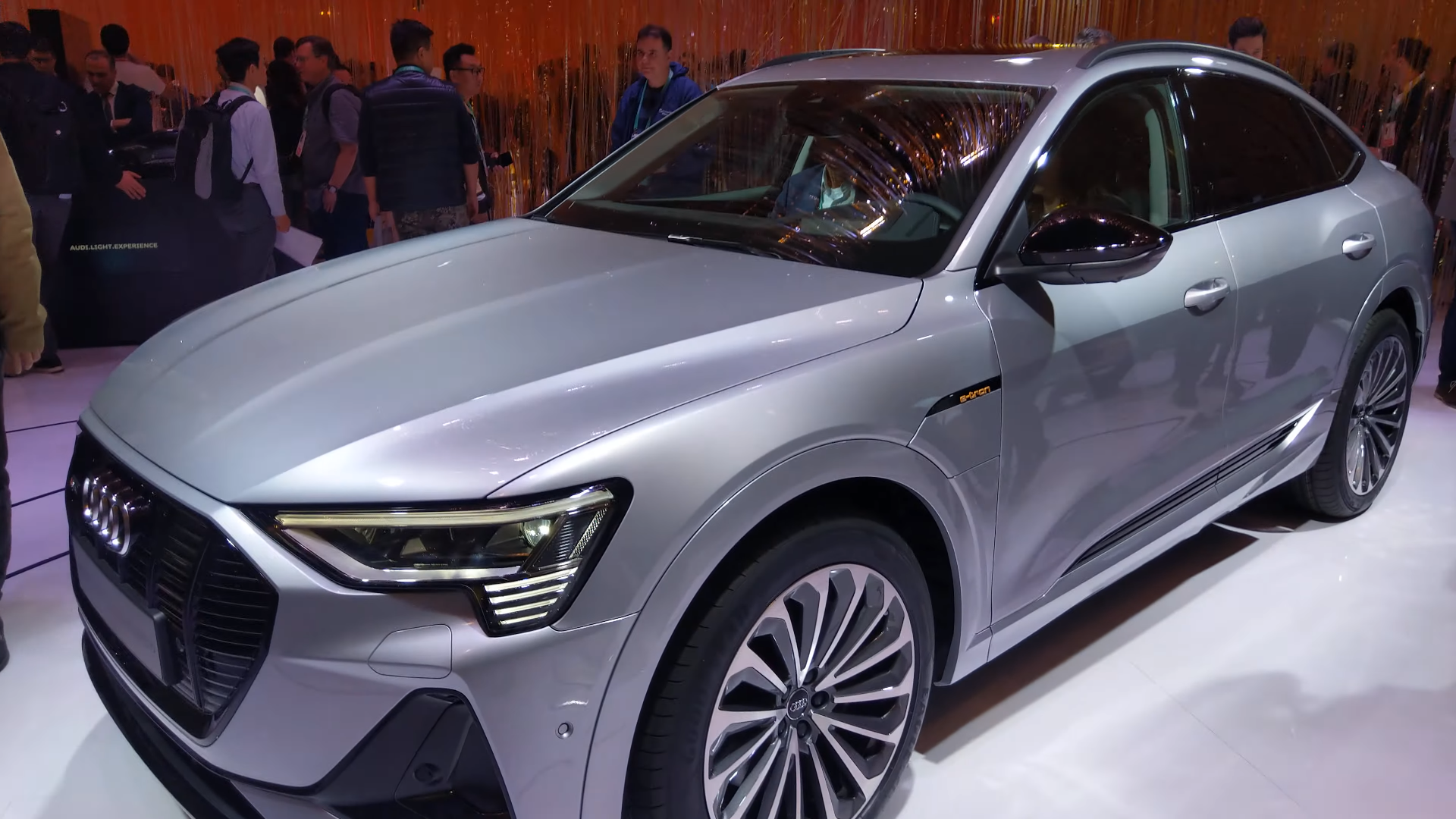
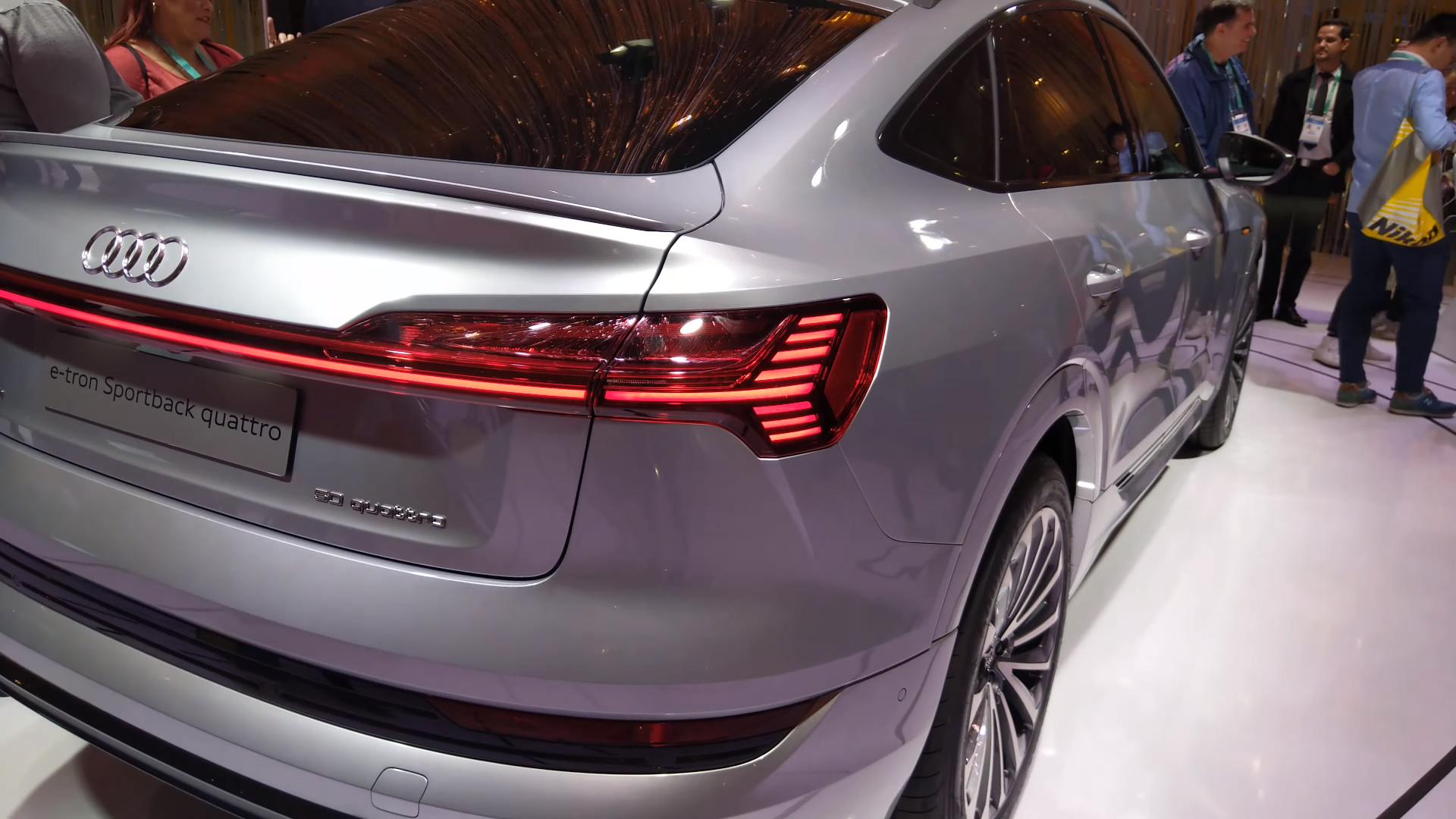

## Chiffres de vente
Au total, 43 376 Audi e-tron ont été produites en 2019. Dans les années qui ont suivi, la production de véhicules est restée au même niveau malgré la pandémie de Covid-19 et la crise des puces. Voir le tableau pour les détails:
| Année | Nombre d’unités                                                                           | Source |
| ----- | ----------------------------------------------------------------------------------------- | ------ |
| 2018  | 2.425                                                                                     | [ 42 ] |
| 2019  | 43.376                                                                                    | [ 42 ] |
| 2020  | 43.157                                                                                    | [ 43 ] |
| 2021  | 43.866                                                                                    | [ 44 ] |
| 2022  | 50.302 (32.595 e-tron, 17.322 e-tron sportback, 203 Q8 e-tron et 182 Q8 e-tron Sportback) |        |
| 2023  | 53.429 (34.594 Q8 e-tron et 18.835 Q8 e-tron Sportback)                                   | [ 45 ] |
| Total | 236.555                                                                                   |        |

### Chiffres de production en Allemagne
Au cours de la première année de vente, 2019, 3 578 Audi e-tron ont été nouvellement immatriculés en Allemagne. En 2020, 8 135 véhicules ont été vendus en Allemagne et 8 691 véhicules ont été vendus en 2021.

## Concept car
En 2015, le constructeur d'Ingolstadt présente le concept car Audi e-tron quattro concept au salon de Francfort préfigurant le futur SUV familial.
En mars 2019, l'Audi e-tron Sportback Concept est dévoilé. Ce concept s'apparente à une version camouflée de la future version SUV coupé de l'Audi e-tron Quattro.

Concepts préfigurant les Audi e-tron Quattro et Audi e-tron Sportback
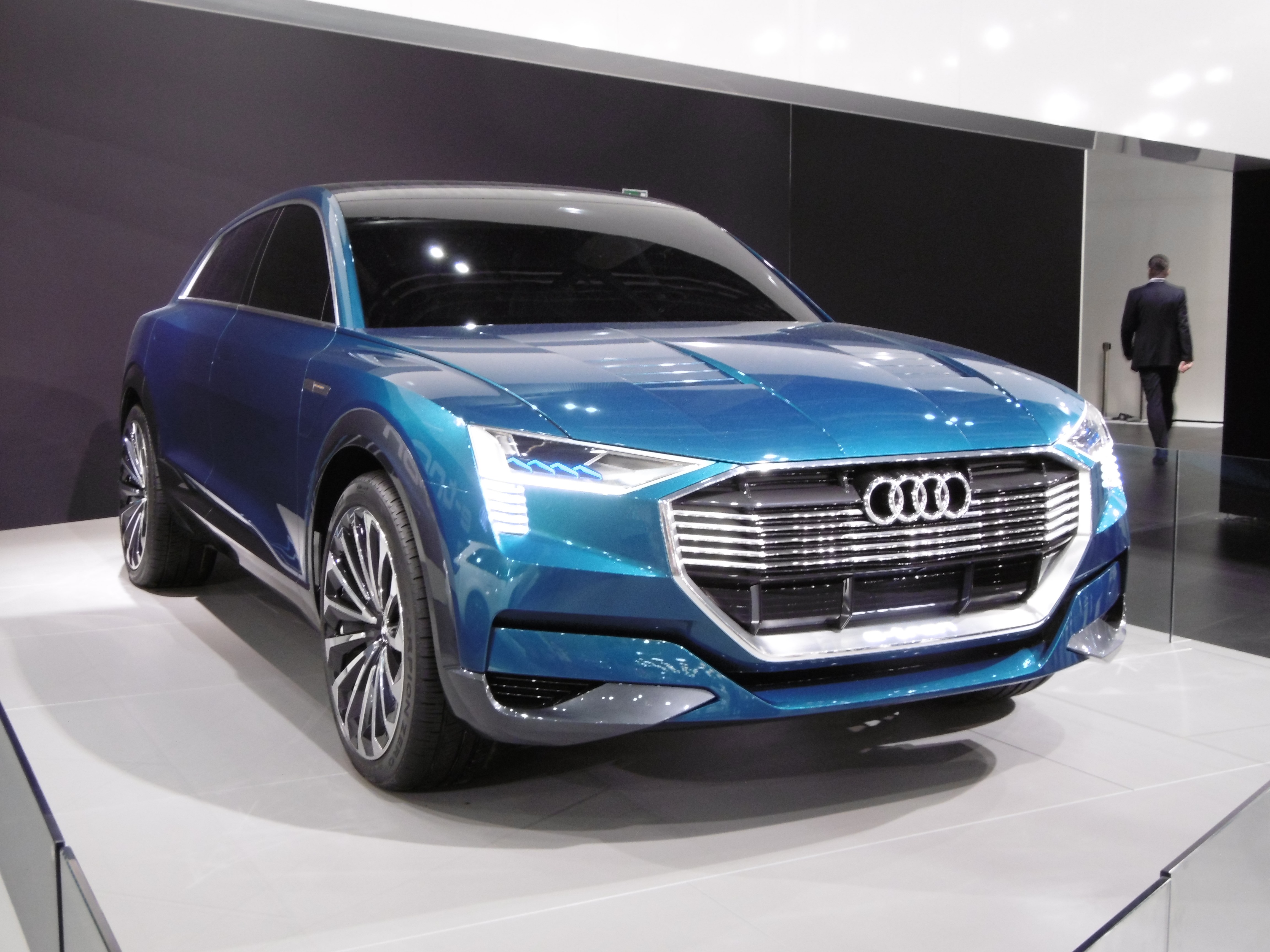
Concept Audi e-tron quattro
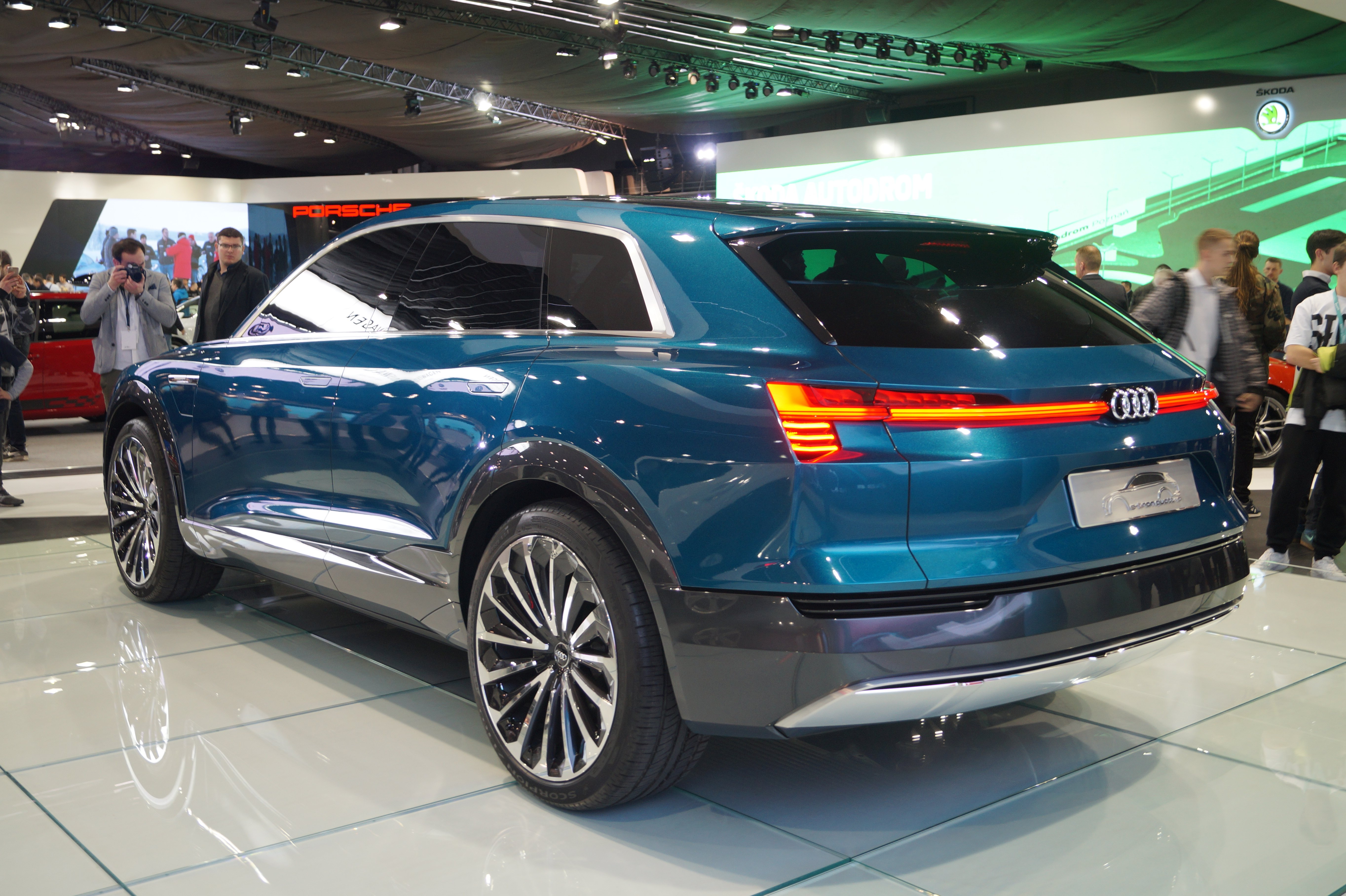
Concept Audi e-tron quattro
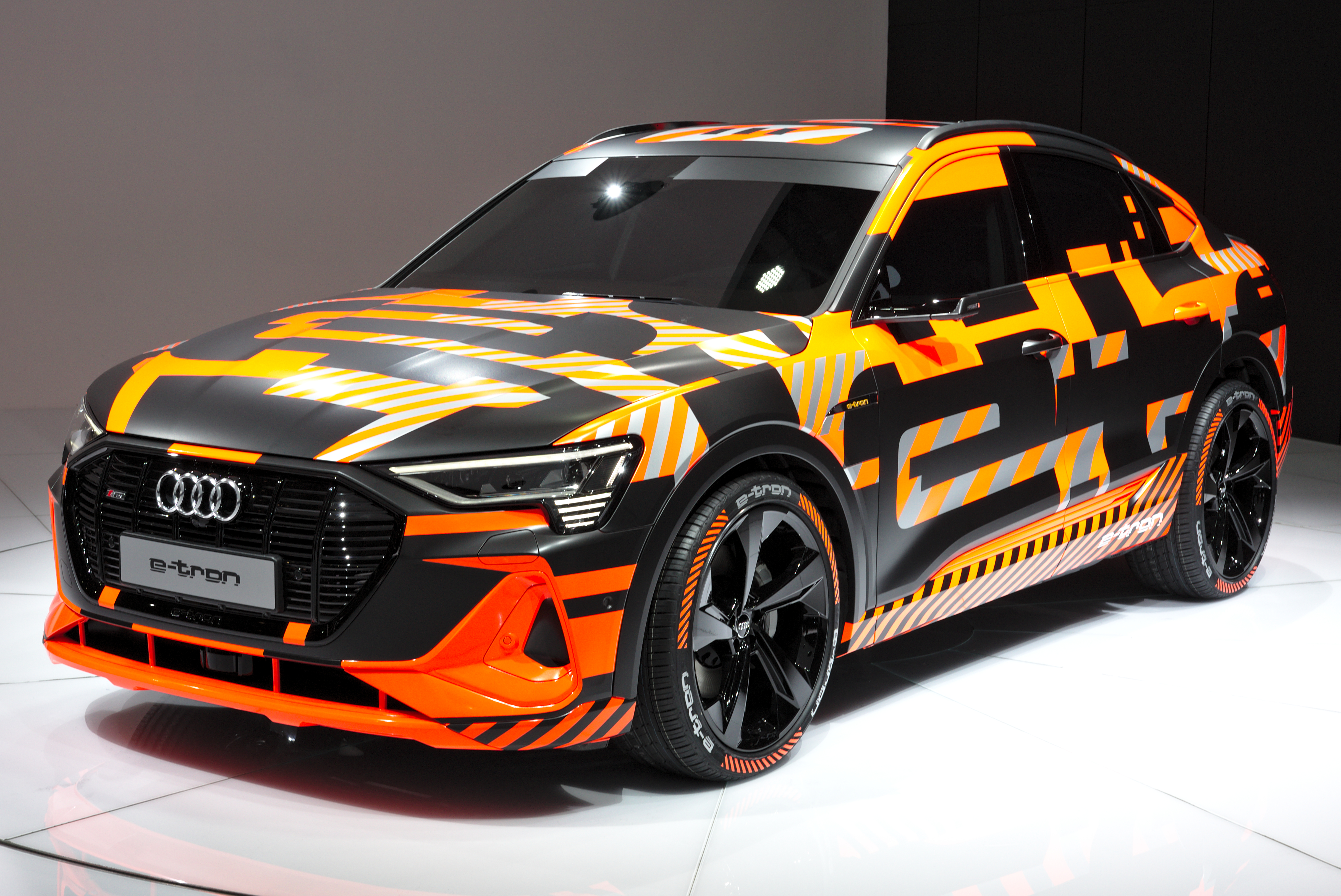
Audi e-tron Sportback Concept
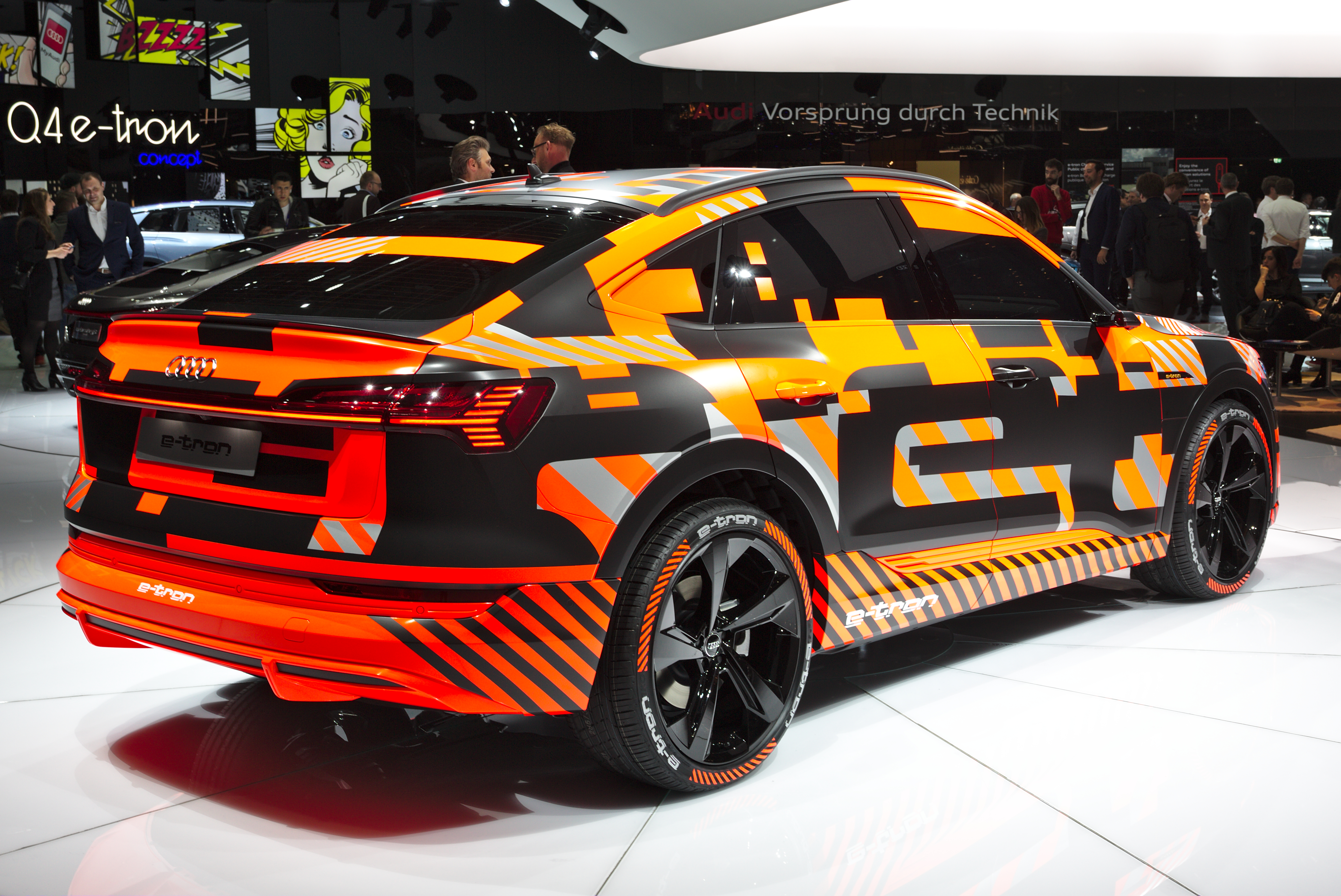
Audi e-tron Sportback Concept